# Hisukattus tristis
Hisukattus tristis är en spindelart som först beskrevs av Cândido Firmino de Mello-Leitão 1944.  
Hisukattus tristis ingår i släktet Hisukattus och familjen hoppspindlar. Inga underarter finns listade i Catalogue of Life.